# Phaeophilacris wittei
Phaeophilacris wittei är en insektsart som beskrevs av Lucien Chopard 1934. Phaeophilacris wittei ingår i släktet Phaeophilacris och familjen syrsor. Inga underarter finns listade i Catalogue of Life.